# Seseli gummiferum
Seseli gummiferum är en flockblommig växtart som beskrevs av Pall. och James Edward Smith. Seseli gummiferum ingår i släktet säfferötter, och familjen flockblommiga växter. Utöver nominatformen finns också underarten S. g. corymbosum.

## Bildgalleri

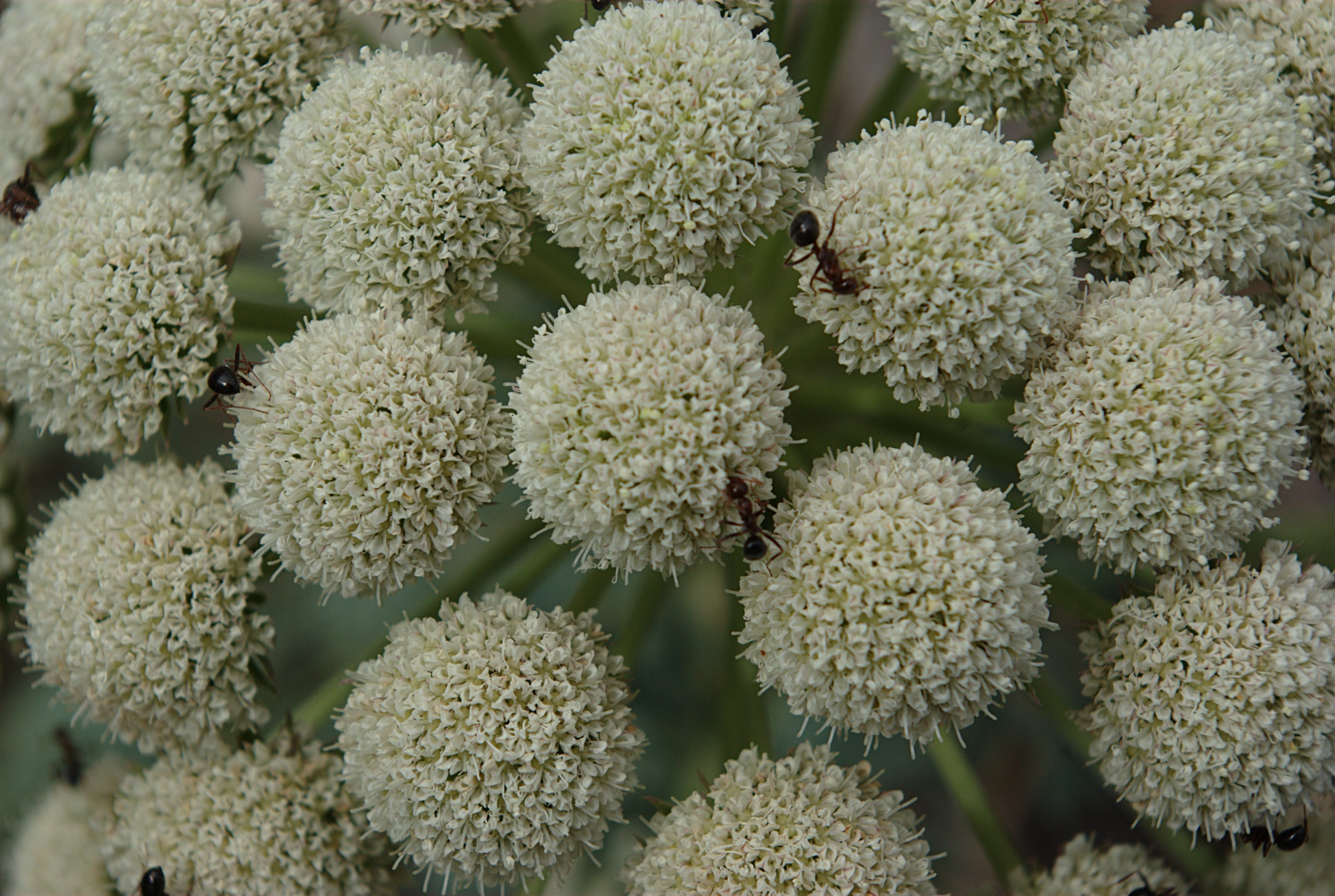
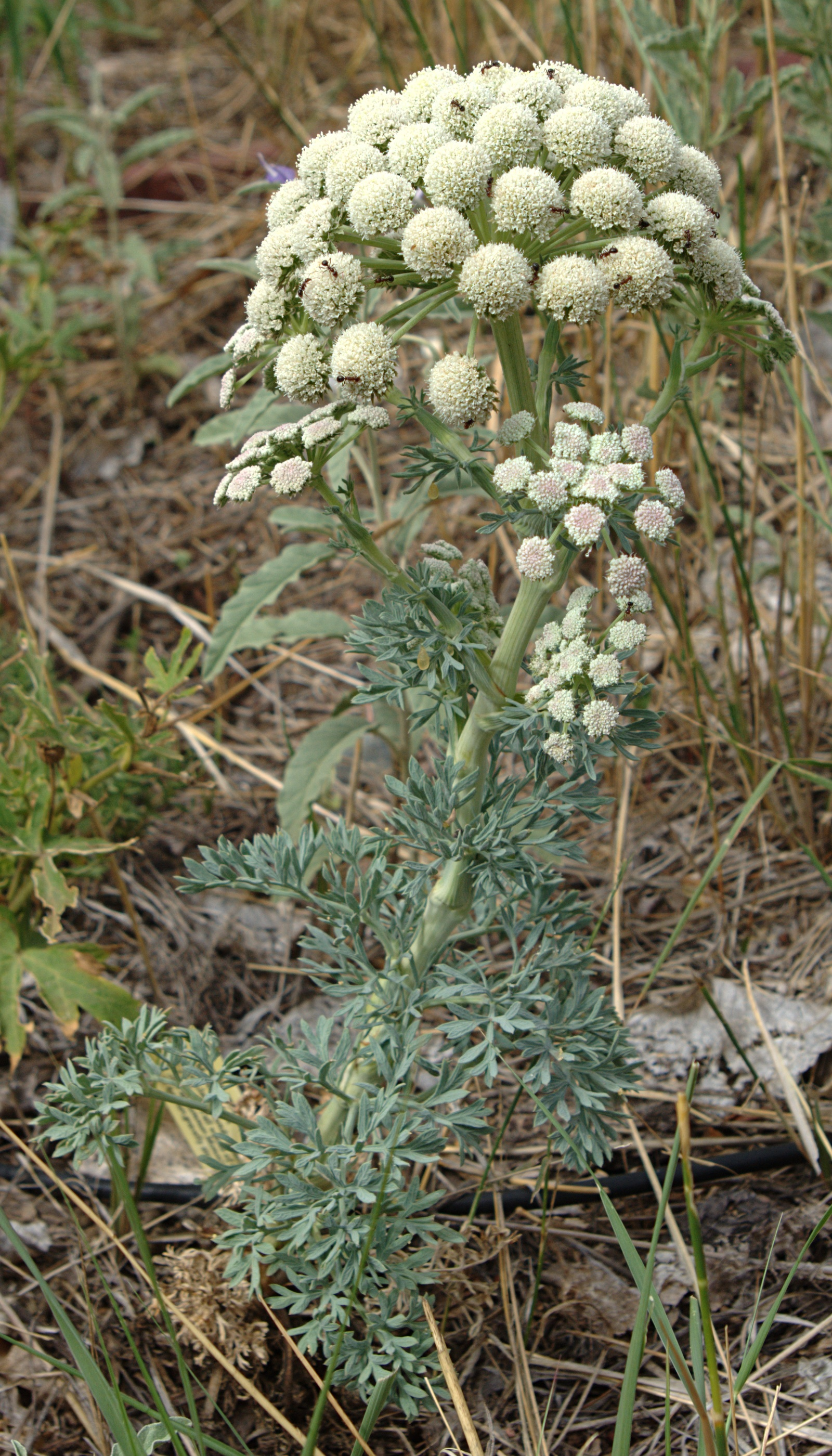